# Santiago Umba
Abner Santiago Umba López (Arcabuco, 20 november 2002) is een Colombiaans wielrenner. 

## Carrière
In november 2020 tekende Umba zijn eerste profcontract bij Androni Giocattoli-Sidermec. Zijn debuut voor de ploeg maakte hij in januari 2021 in de Ronde van Táchira. In deze Venezolaanse etappekoers eindigde hij in vier van de acht etappes bij de beste tien renners, werd hij vierde in het door Roniel Campos gewonnen eindklassement en won hij het jongerenklassement. In mei stond Umba aan de start van de Ronde van Rwanda, waar hij na de tweede etappe de leiderstrui aan mocht trekken. Een dag later stond hij deze weer af aan Brayan Sánchez. In de Ronde van de Elzas won Umba de derde etappe, met aankomst op de Planche des Belles Filles. Twee weken later won hij een etappe en het jongerenklassement in de Ronde van Savoie-Mont Blanc. In 2022, zijn tweede seizoen bij de ploeg, werd hij derde in het jongerenklassement van zowel de Ronde van Slovenië als de Sibiu Cycling Tour. In de Prueba Villafranca de Ordizia, een Spaanse eendagskoers, eindigde Umba op de veertiende plek.
Na in 2024 een seizoen bij Astana Qazaqstan te hebben gereden, werd hij een jaar later teruggezet naar de opleidingsploeg.

## Overwinningen
2021
Jongerenklassement Ronde van Táchira
3e etappe Ronde van de Elzas
1e etappe Ronde van Savoie-Mont Blanc
Jongerenklassement Ronde van Savoie-Mont Blanc

### Resultaten in voornaamste wedstrijden
| Jaar | Ronde van Italië | Ronde van Frankrijk | Ronde van Spanje |
| ---- | ---------------- | ------------------- | ---------------- |
| 2022 |                  |                     |                  |
| 2023 |                  |                     |                  |
| 2024 |                  |                     | 106e             |

| Jaar | Luik-Bast.‑Luik | Ronde van Lombardije | Waalse Pijl |
| ---- | --------------- | -------------------- | ----------- |
| 2022 |                 | 88e                  |             |
| 2023 |                 |                      |             |
| 2024 | 76e             | opgave               | opgave      |

### Resultaten in kleinere rondes
| Jaar | Ronde van Catalonië | Ronde van Romandië | Critérium du Dauphiné |
| ---- | ------------------- | ------------------ | --------------------- |
| 2024 | 103e                | opgave             | opgave                |

## Ploegen
- 2021 –  Androni Giocattoli-Sidermec
- 2022 –  Drone Hopper-Androni Giocattoli
- 2023 –  GW Shimano-Sidermec
- 2024 –  Astana Qazaqstan Team
- 2025 –  XDS Astana Development Team

Alba · Bais · Benedetti · Bisolti · Cepeda (tot 31/7) · Chirico · Grosu · Holther · Marchiori · Marengo · Merchan · Muñoz · Piccolo (vanaf 24/6 tot 31/7) · Ponomar · Ravanelli · Restrepo · Rojas · Sepúlveda · Tagliani · Tesfatsion · Umba · Vigo · Zardini · Zurita
Ballerini · Battistella · Bettiol (vanf 15/8) · Bol · Brusenskii · Cavendish · Charmig · Fjodorov · Fortunato · Garofoli · Gazzoli · Giditş · Groezdev · Kanter · Koezmin · López · Loetsenko · Maroechin · Mulubrhan · Mørkøv · Pronskii · Scaroni · Schelling · Selig · Syritsa · Tejada · Tsjzjan · Umba · Velasco · Vinokoerov · Goyo (stagiair) · Smirnov (stagiair) · Trezise (stagiair)